# Ексел Енерджи център
„Ексел Енерджи Център“ е многофункционална спорта арена в Сейнт Пол, Минесота, САЩ.
Дом е на отбора „Минесота Уайлд“ от Националната хокейна лига.

## Галерия
- Терен за хокей
- Мач на Минесота Уайлд
- Терен за футбол
- Конгрес на Републиканската партия през 2008 г.

|  | Тази страница частично или изцяло представлява превод на страницата Xcel Energy Center в Уикипедия на английски. Оригиналният текст, както и този превод, са защитени от Лиценза „Криейтив Комънс – Признание – Споделяне на споделеното“, а за съдържание, създадено преди юни 2009 година – от Лиценза за свободна документация на ГНУ. Прегледайте историята на редакциите на оригиналната страница, както и на преводната страница, за да видите списъка на съавторите. ВАЖНО: Този шаблон се отнася единствено до авторските права върху съдържанието на статията. Добавянето му не отменя изискването да се посочват конкретни източници на твърденията, които да бъдат благонадеждни. |